# Constantin Dimitrescu-Iași
Constantin Dimitrescu-Iași (n. 25 februarie 1849, Iași – d. 16 aprilie 1923, Turnu Severin) a fost un pedagog român, profesor de psihologie, pedagogie și estetică la Universitatea din Iași, profesor de filosofie și morală la Universitatea din București și rector al acestei universități. A ocupat funcția de inspector general al învățământului fiind, alături de Spiru Haret, unul dintre reformatorii învățământului românesc.

## Biografie
Constantin Dimitrescu s-a născut la Iași în 1849, oraș în care a urmat studiile liceale la Liceul Central, devenit ulterior Liceul Național din Iași, și apoi cele universitare la Academia Mihăileană (1867–1869) unde i-a avut profesori pe Titu Maiorescu, Nicolae Ionescu, Ion C. Șendrea. Între anii 1868-1875 activează ca profesor de psihologie, logică și morală la licee din Botoșani, Iași (Școala Centrală de fete, Școala Centrală de băieți) și Bârlad (Liceul „Gheorghe Roșca Codreanu”, Școala Normală și Institutul particular Borislavsky).
Între 1875-1877 studiază la Berlin și Leipzig obținând doctoratul în filosofie în 1877 cu teza intitulată Der Schönheitsbegriff. Eine ästhetisch-psychologische Studie (Conceptul de frumos. Un studiu estetico-psihologic). După reîntoarcerea în țară revine, până în 1879, ca profesor la Liceul „Gheorghe Roșca Codreanu” din Bârlad.
În 1879 obține, prin concurs, postul de profesor la Universitatea din Iași, inițial la Catedra de psihologie, pedagogie și estetică și apoi la cele de filosofie și de pedagogie gimnazială, fiind și directorul Școlii Normale superioare din Iași (1882–1883).
Devine membru al Junimii și se angajează în politică de partea Partidului Liberal fiind ales deputat de Iași în 1884 și ocupând, mai târziu, funcția de vice-președinte al Camerei Deputaților. În 1882 a fost numit Inspector general al învățământului devenind ulterior președintele Consiliului Permanent al Ministerului Instrucțiunii. Din aceste poziții a contribuit, alături de Spiru Haret, la realizarea reformei învățământului românesc prin Legea învățământului secundar și superior din 23 martie 1889 care instituia un învățământ secundar de opt clase organizat în două cicluri (inferior și superior) cu secțiile modernă, reală și clasică.
Constantin Dimitrescu se transferă la Universitatea din București în 1885 une ocupă posturi importante: director al Seminarului Pedagogic universitar până la pensionare, în 1919, director al Bibliotecii Centrale Universitare București (1894–1910) și rector al Universității București (1898–1911).
A înființat ziarul „Democrația”, în 1888, și a fost primul care, în țară, a susținut un curs de sociologie (1894).

#### Publicații
- Progres și evoluțiune (1886).
- Progres și civilizație (1886).
- Istoria filosofiei în evul de mijloc (1911).
- Studii de critică (1974, postum).

A publicat articole în Revista pedagogică, Noua revistă pedagogică, Revista generală a învățământului, Buletinul Seminarului Pedagogic Universitar din București, revista la care a fost director.

## Legături externe
- Pagina Constantin Dimitrescu-Iași pe situl Crispedia.ro.